# Войводинець
Войводинець (хорв. Vojvodinec) — населений пункт у Хорватії, у Копривницько-Крижевецькій жупанії у складі громади Расіня.

## Населення
Населення за даними перепису 2011 року становило 52 осіб.
Динаміка чисельності населення поселення: